# El Cuartelejo (prærie apache territorium)
El Cuartelejo (prærie apache territorium) (også stavet El Quartelejo) var en spansk betegnelse for et vagt defineret prærieområde i Nordamerika brugt af cuartelejo apacher. Det strakte sig fra det østlige Colorado og et stykke ind i det vestlige Kansas omkring tilløbene til den øvre del af Smoky Hill River.:436 
Spanierne kendte til mindst fem klynger småhytter beboet mere eller mindre konstant af apacherne i El Cuartelejo ved starten af 1700-tallet. De kaldte bebyggelserne Porsiuncula, Santo Domingo, Ranchería of San Augustín, Ranchería of St. Joseph samt La Ranchería de Nuestra Señora de Guadalupe. Apacherne selv kendte de små bebyggelser som (i samme rækkefølge) Tachichichi, ukendt navn, Nanahe, Adidasde og endelig Sanaseslí. Der er forskellige meninger om, hvor hvilke landsbyer lå.:308 
I El Cuartelejo territoriet lå en lokalitet af samme navn, hvor puebloer opførte og beboede en husblok fra ca. 1630 til senest 1690.:54  Visse forskere regner dette El Cuartelejo for at være en af de tidligere nævnte landsbyer, enten Santo Domingo eller Sanaseslí.:308 
El Cuartelejo territoriet var ryddet for cuartelejo apacher senest i 1750, hvor de var blevet fordrevet af comancher, pawnees og wichitaer.:436 